# 潘光旦 (越南)
潘光旦（發音：[faːŋ˧˧ waːŋ˧˧ ʔɗaːŋ˦˥]；1918年11月6日—2004年3月26日），也譯作潘光誕，原名潘辉旦（[faːŋ˧˧ wɪj˧˧ ʔɗaːŋ˦˥]）。越南共和國政治家。1967年越南共和國總統選舉中總統候選人潘克丑的競選搭檔。

## 生平
潘光旦出生於老撾中部的川壙省。他在神學院學習過一段時間，並在第二次世界大戰期間擔任美國戰略情報局（中央情報局的前身）的受訓特工。
1959年參選國會議員，尽管部署了高達八千名便衣军人进入投票区，潘光诞还是赢得了6–1的比率。吴廷琰在全国调动军队，潘光诞在召集新的集会时遭到逮捕。

## 榮譽
- 大綬景星勳章（中华民国，1971年1月12日批准[8]）

### 引用
1. ↑  曾浩. . 人民日报. 1960-07-21  [2022-06-20]. 美国已唆使亲美政客潘光旦等组织“反对党”，来承担像南朝鲜许政之流的任务，当吴庭艳一旦垮台之时，为美帝国主义在越南南方的统治收拾残局。[]
2. ↑  . familysearch.org. （原始内容存档于2015-01-20）.
3. ↑  . 参考消息. 1968-06-16  [2022-06-21].
4. ↑  Picard 2016，第8頁.
5. ↑  Fall 2019，第259頁.
6. ↑  Langguth, p. 108.
7. ↑  Jacobs, pp. 112–115.
8. ↑  蔣中正; 嚴家淦; 魏道明. . 總統府公報. 1971-01-12, (第2235號): 6 （中文（臺灣））.